# Malik Obama
Malik Obama (* März 1958 in Nairobi) ist ein kenianischer Unternehmer und ehemaliger Politiker. Er ist der Sohn von Barack Obama Senior und seiner ersten Frau Kezia Obama. Er ist der Halbbruder des ehemaligen US-amerikanischen Präsidenten Barack Obama.

## Karriere und Tätigkeiten
Obama erwarb einen Abschluss in Buchhaltung an der Universität von Nairobi. Malik und Barack trafen sich zum ersten Mal 1985, als Barack von Chicago nach Washington, D.C. flog, um Malik zu besuchen. Drei Jahre später brachte Barack seine Frau Michelle Obama nach Kenia und sah Malik wieder, während er viele andere Verwandte zum ersten Mal traf.
Malik lebt im Stammessitz der Familie Obama, Nyang’oma Kogelo, einem Dorf mit mehreren hundert Einwohnern in der Nähe des Victoriasees und zieht die Langsamkeit dort der Stadt vor. Er betreibt ein kleines Elektronikgeschäft eine halbe Autostunde außerhalb des Ortes. Als häufiger Besucher in den Vereinigten Staaten arbeitet er für mehrere Monate im Jahr als Berater in Washington, D.C. Malik besitzt die doppelte Staatsbürgerschaft von Kenia und den Vereinigten Staaten.
Während des Präsidentschaftswahlkampfes seines Bruders 2008 war Malik Obama ein Sprecher der erweiterten Obama-Familie in Kenia. Er befasste sich mit Sicherheitsbedenken, die sich aus der erhöhten Aufmerksamkeit der Presse ergaben.
Malik kandidierte 2013 als unabhängiger Kandidat für das Amt des Gouverneurs des Siaya County. Sein Wahlslogan lautete Obama here, Obama there (Obama hier, Obama dort) in Anlehnung an seinen Halbbruder, der seine zweite Amtszeit als Präsident der Vereinigten Staaten absolvierte. Malik erhielt 2.792 Stimmen, etwa 140.000 Stimmen hinter dem späteren Sieger.
Malik warf seinem Halbbruder später vor, dass er, nachdem er seine kenianische Familie für politische Zwecke benutzt hat, um gewählt zu werden, sie danach weitgehend im Stich gelassen habe. Vor den Präsidentschaftswahlen 2016 in den Vereinigten Staaten erklärte er, dass er Donald Trump, den Kandidaten der Republikanischen Partei, unterstütze. Er besuchte als einer von Trumps Gästen die dritte Präsidentschaftsdebatte gegen Hillary Clinton.